# 阿伯克朗比河國家公園
阿伯克朗比河國家公園（英語：Abercrombie River National Park；又译亞碧哥林卑河國家公園）是澳洲新南威爾斯州的一座受保護的國家公園，佔地19,000公頃（47,000英畝），位於雪梨以西120（75英里）、奧柏隆以南40（25英里）處。

## 外部連結
- (PDF). NSW National Parks & Wildlife Service（英语：NSW National Parks & Wildlife Service） (PDF). Government of New South Wales（英语：Government of New South Wales）. ISBN 1-74122-037-8. （原始内容存档 (PDF)于2008-08-06）.
- . Bonzle Digital Atlas of Australia. 2014  [2024-04-20]. （原始内容存档于2024-04-20）.
- . （原始内容存档于2007-09-29）.